# Wojna szwedzko-holenderska w Ameryce Północnej
Wojna szwedzko-holenderska w Ameryce Północnej – zatarg zbrojny pomiędzy dwiema koloniami: Nową Szwecją a Nową Holandią, jaki miał miejsce w 1655 roku.
Obie kolonie zajmowały tereny wzdłuż brzegów rzeki Delaware i egzystowały w harmonii przez dłuższy czas. Sytuacja zmieniła się, gdy w Europie nastąpiła zmiana sił i Holandia przeszła do obozu antyszwedzkiego w okresie poprzedzającym wojnę polsko-szwedzką, popularnie zwaną potopem szwedzkim. Mieszkańcy Nowej Szwecji, gdy informacja o tych wydarzeniach dotarła do kolonii, postawili zaatakować forty holenderskie. Szwedzi zdobyli Fort Casimir i zmienili jego nazwę na Fort Trinitry. Holendrzy, pod wodzą swojego dynamicznego gubernatora Petera Stuyvesanta, odpowiedzieli na atak. Latem 1655 holenderski oddział, składający się z 317 zbrojnych, pojawił się u ujścia rzeki. Odbił Fort Trinity, zajmując także Fort Christina i włączając cały obszar kolonii szwedzkiej do Nowej Holandii.